# Typologien industrieller Bauten
Typologien industrieller Bauten ist ein Buch von Bernd und Hilla Becher, in dem ihr photographisches Werk subsumiert wird. Bernd und Hilla Becher lernten sich Ende der 1950er an der Kunstakademie Düsseldorf kennen, wo sie gemeinsam Kurse bei Walter Breker besuchten. Dieser ermöglichte Hilla Becher eine Photowerkstatt aufzubauen und fortan wurden dort auch Photokurse angeboten.
Bernd und Hilla Becher begannen Ende der 1950ern Gebäude zu photographieren, zuerst auch Fachwerkhäuser, später dann ausschließlich Industriebauten, die typisch für ihren Entstehungszeitraum waren und denen schon damals vielfach der Abriss drohte. Diese Arbeit führten sie bis zu ihrem Tod fort, nach dem Tod von Bernd Becher arbeitete Hilla Becher alleine weiter. Die Gebäude wurden streng und sachlich, zumeist in Zentralperspektive aufgenommen, Menschen tauchen in den Aufnahmen üblicherweise nicht auf. Bevorzugtes wurde bei bewölktem Himmel belichtet, um ein gleichmäßiges Licht zu erhalten. Als Kamera wurde, um möglichst viele Details abbilden zu können, eine Großformatkamera mit einem Negativformat von 13 × 18 cm eingesetzt.
Basis des Buches war die Ausstellung Typologien industrieller Bauten der Kunstsammlung Nordrhein-Westfalen, in Zusammenarbeit mit dem Haus der Kunst München in der Kunstsammlung im Ständehaus Düsseldorf vom 29. November 2003 bis 12. April 2004, in der das Lebenswerk des Ehepaares resümiert wurde. Die meisten der in diesem Buch dargestellten Bilder wurden zuvor schon in Einzelwerken veröffentlicht, aber erst in der Ausstellung und dem Buch wurde die Breite des Gesamtwerkes in einem Überblick präsentiert.
Das Gesamtwerk der Bechers wird auf ca. 16.000 Negative geschätzt, von denen nur ein Bruchteil bislang ausgestellt oder in Buchform veröffentlicht wurden. Für ihre Arbeiten wurden sie u. a. mit dem Konrad-von-Soest-Preis des Landschaftsverbandes Westfalen-Lippe dem Kulturpreis der Deutschen Gesellschaft für Photographie und dem Staatspreis des Landes Nordrhein-Westfalen ausgezeichnet. Stilistisch wird das Werk der Bechers der neuen Sachlichkeit und der Konzeptkunst zugeordnet.

## Inhalt
Formal ist das Buch vergleichbar aufgebaut wie die Bücher über einzelne Bautentypen. Es werden sog. „Abwicklungen“ präsentiert, sechs, neun, zwölf oder mehr Fotografien von Bauwerken des gleichen Typs pro Seite, um Ähnlichkeiten und Unterschiede im direkten Vergleich erkennbar zu machen.
Die einzelnen Kapitel sind:
- Vorwort
- Wassertürme
- Kühltürme
- Gasbehälter
- Fördertürme
- Aufbereitungsanlagen
- Kies- und Schotterwerke
- Kalköfen
- Getreidesilos
- Kohlebunker
- Hochöfen
- Detailaufnahmen
- Fabrikhallen

Für die Aufnahmen sind die Bechers durch die ganze Welt gereist, die Schwerpunkte waren aber Deutschland, Großbritannien, Frankreich, Belgien und die USA.

## Ausgaben
Vom Buch gibt es neben der deutschen Ausgabe eine Übersetzung ins Englische
- Typologien industrieller Bauten. Von Bernd und Hilla Becher u. a. Schirmer/Mosel, München 2003, ISBN 3-8296-0092-5.
- Typologies of Industrial Buildings, 2004, ISBN 0-262-02565-5.